# Marquein
Marquein ist eine französische Gemeinde mit 80 Einwohnern (Stand: 1. Januar 2022) im Département Aude in der Region Okzitanien (vor 2016 Languedoc-Roussillon). Sie gehört zum Arrondissement Carcassonne, zum Kanton La Piège au Razès und zum Gemeindeverband Castelnaudary Lauragais Audois. Die Einwohner werden Marqueinois genannt.

## Geografie
Marquein liegt etwa 20 Kilometer westlich von Castelnaudary in der Landschaft Lauragais an der Grenze zum Département Haute-Garonne. Die Nachbargemeinden von Marquein sind Saint-Michel-de-Lanès im Nordosten, Salles-sur-l’Hers im Osten, Fajac-la-Relenque im Süden, Gibel (Département Haute-Garonne) im Westen sowie Caignac im Westen und Nordwesten.

## Bevölkerungsentwicklung
| Jahr                       | 1962 | 1968 | 1975 | 1982 | 1990 | 1999 | 2006 | 2019 |
| Einwohner                  | 107  | 85   | 53   | 42   | 42   | 59   | 71   | 83   |
| Quellen: Cassini und INSEE |      |      |      |      |      |      |      |      |

## Sehenswürdigkeiten
- Kirche Saint-Saturnin
- Schloss Marquein aus dem 16. Jahrhundert, Monument historique seit 1972
- Kreuz, seit 1948 Monument historique